# Morti nel 636
| Questa pagina contiene informazioni ricavate automaticamente dalle voci biografiche con l'ausilio del template Bio e di un bot. L'aggiornamento è periodico e automatico e ricostruisce completamente la pagina. Se manca una persona in questa lista, sei pregato di non aggiungerla, ma accertati piuttosto che la sua voce biografica contenga il template Bio e che i dati anagrafici siano correttamente compilati. Se il template Bio manca, inseriscilo tu stesso o, in alternativa, metti l'avviso {{tmp\|Bio}} che ne segnala la mancanza. Se i dati riportati sono sbagliati, correggi direttamente la voce biografica; le modifiche saranno visibili in questa lista entro pochi giorni. Per chiarimenti vedi il progetto biografie. La lista contiene solo le 10 persone che sono citate nell'enciclopedia e per le quali è stato implementato correttamente il template Bio. Pagina aggiornata al 10 feb 2025. |

- 12 marzo - Sisenando, sovrano visigoto
- 4 aprile - Isidoro di Siviglia, teologo, scrittore e arcivescovo spagnolo
- Arioaldo, re longobardo
- Bahman Jadhuyeh, generale sasanide
- Cariberto di Hesbaye, nobile franco (n. 555)
- Cwichelm dei Gewisse, re
- Galinus, militare armeno
- Ikrima ibn Abi Jahl, condottiero
- 'Abd Allāh ibn Umm Maktūm, arabo
- Al-Muthanna ibn Haritha, condottiero arabo